# Досаев, Пётр Алексеевич
Пётр Алексе́евич Доса́ев (28 июня 1923, Анновка, Выселская волость, Ставропольский уезд, Самарская губерния — 22 апреля 1986, Тольятти, Куйбышевская область) — советский строитель, бульдозерист. Участник строительства Куйбышевской ГЭС, АвтоВАЗа и ряда других заводов в Тольятти. Герой Социалистического Труда.

## Биография
Родился 28 июня 1923 года в несуществующем ныне посёлке Анновка Ставропольского уезда Самарской губернии (ныне Ставропольский район Самарской области)..
Трудовую деятельность начал трактористом Нижне-Санчелеевской МТС. В 1942 году был призван в Красную армию, участвовал в Великой Отечественной войне. В ноябре 1944 года был комиссован после тяжёлого ранения.
После возвращения с фронта продолжил работать трактористом. С 1949 года работал инструктором практического обучения в Ставропольской межрайонной школе механизации.
Женился на Анне Степановне, вдове стрелка-радиста Фёдора Дорофеева, в 1998 году посмертно удостоенного звания Героя Российской Федерации.
С 1951 года Пётр Досаев трудился бульдозеристом СМУ Левого берега производственного строительно-монтажного объединения «Куйбышевгидрострой» на строительстве Куйбышевской ГЭС. «За выдающиеся успехи, достигнутые в сооружении Куйбышевской гидроэлектростанции, большой вклад, внесенный в разработку и внедрение новых прогрессивных методов труда в строительство гидросооружений и монтаж оборудования электростанций» Петру Досаеву было присвоено звание Героя Социалистического Труда.
В дальнейшем работал на строительстве Тольяттинской ТЭЦ, заводов Тольяттикаучук, Волгоцеммаш, Куйбышевазот и Куйбышевфосфор, за что был удостоен звания «Заслуженный строитель РСФСР».
С самого начала стройки работал на строительстве АвтоВАЗа, 27 марта 1967 года Досаев возглавил колонну, начавшую рытьё котлована под главный корпус завода. За работу на строительстве завода был награждён орденом Трудового Красного Знамени, а по итогам восьмой пятилетки — орденом Октябрьской Революции
Также работал на строительстве других промышленных объектов, различных объектов соцкульбыта, жилья. Решением руководства и профкома КГС был учреждён приз для лучших работников имени Досаева.
В 1953—1971 годах избирался депутатом Тольяттинского городского Совета народных депутатов, был членом ЦК профсоюза рабочих электростанций и электропромышленности (1963—1967).

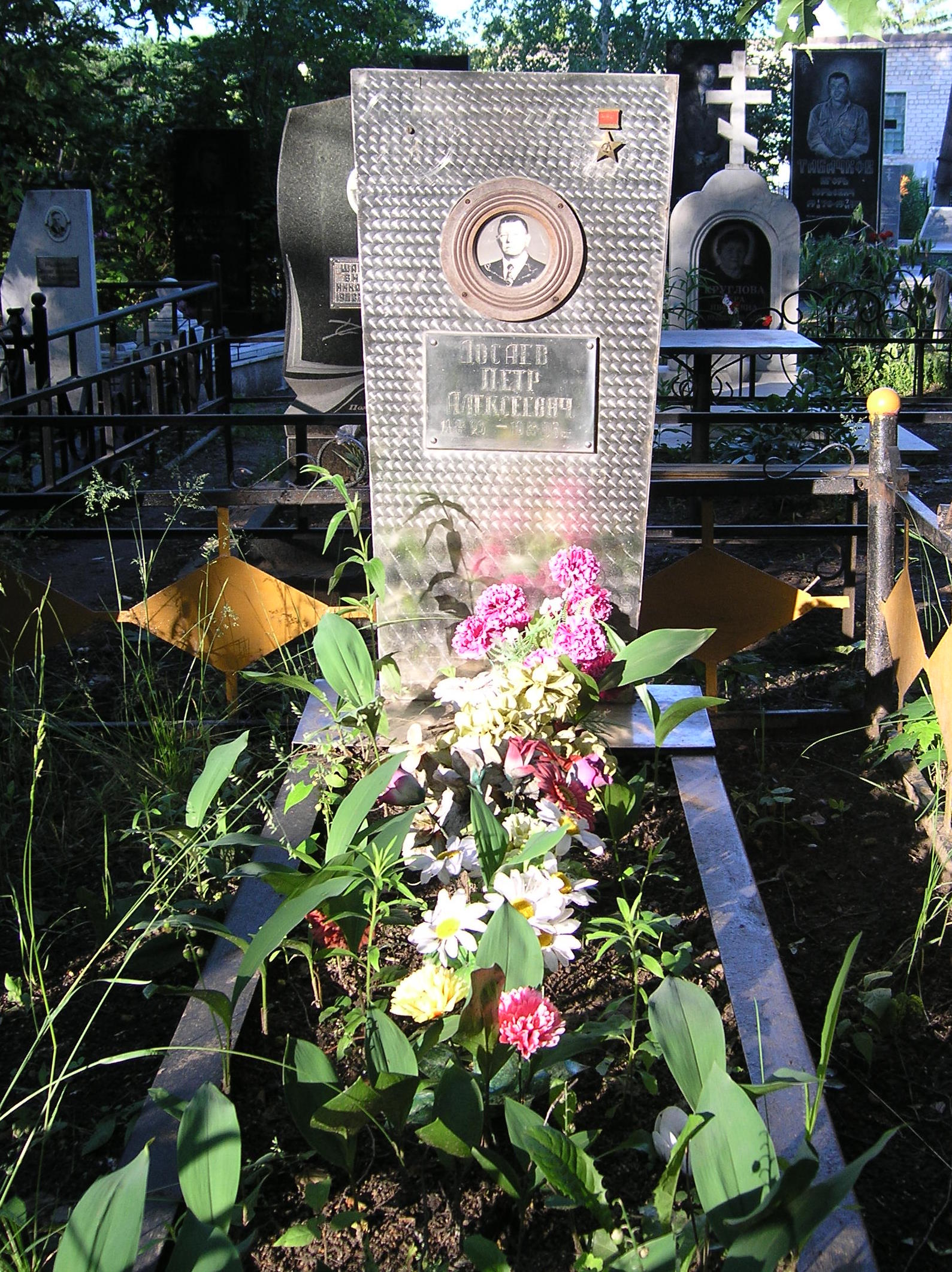
Могила

Умер 22 апреля 1986 года. Похоронен в Тольятти на Баныкинском кладбище. Умершая в 2002 году супруга похоронена рядом с мужем.

## Награды и звания
- Герой Социалистического Труда (9 мая 1958)[5];
- Орден Ленина (9 мая 1958)[5];
- Орден Октябрьской Революции (20 апреля 1971)[14]
- Орден Трудового Красного Знамени[5] (29 декабря 1973)[14];
- Орден Отечественной войны II степени (6 апреля 1985)[15];
- Медаль «За доблестный труд»[5];
- Заслуженный строитель РСФСР (1962)[5].